# Lahrbach
Der Erholungsort Lahrbach ist ein Stadtteil von Tann (Rhön) im osthessischen Landkreis Fulda.

## Geografie
Lahrbach liegt im Nordosten des Landkreises Fulda nordöstlich der Wasserkuppe im Ulstertal im Naturpark Hessische Rhön im Biosphärenreservat Rhön. Zu Lahrbach gehören die Siedlungsplätze Brauertshof und Paradieshof.
Lahrbach grenzt im Norden an Wendershausen, im Osten an Hundsbach, im Südosten an Simmershausen, im Süden an Hilders, im Südwesten an Neuschwambach, im Nordwesten an Habel.
Durch Lahrbach fließen die Ulster und der Lahr-Bach.

## Geschichte

### Ortsgeschichte
Das Dorf Lahrbach wurde soweit bekannt erstmals im 15. Jahrhundert schriftlich genannt. Damals war Lahrbach eine „wustenung“ (Wüstung), das heißt, ein aufgegebenes Dorf. Um 1500 war das Dorf bereits wieder besiedelt. Am südlichen Turmgesims der alten Kirche steht die Jahreszahl 1523. Östlich von Lahrbach wurde ein Urnengräberfeld aus der Hallstattzeit (800–500 v. Chr.) gefunden. 1717 brannte Lahrbach nach einem Blitzschlag bis auf fünf Häuser ab. Bei dieser Brandkatastrophe brannten 120 Häuser nieder. 1801 standen bereits wieder 90 Häuser, damals war Lahrbach würzburgisches Pfarrdorf und unterstand dem Amt Hilders. Die Freiwillige Feuerwehr bildete im Jahr 1877 mit der Stadt Tann einen Löschverband.
Im Jahr 2015 wurde der Ort als Erholungsort anerkannt.
Hessische Gebietsreform (1970–1977)
Im Zuge der Gebietsreform in Hessen wurde die bis dahin selbständige Gemeinde Lahrbach auf freiwilliger Basis in die die Stadt Tann eingemeindet. Für Lahrbach wurde, wie für alle Stadtteil von Tann, ein Ortsbezirk gebildet.

### Verwaltungsgeschichte im Überblick
Die folgende Liste zeigt die Staaten und Verwaltungseinheiten, denen Lahrbach angehört(e):
- vor 1803: Heiliges Römisches Reich, Hochstift Würzburg, Amt Hilders
- 1803–1806: Heiliges Römisches Reich, Königreich Bayern, Landgericht Hilders[Anm. 2]
- 1806–1813: Großherzogtum Würzburg, Landgericht Hilders[Anm. 3]
- 1814–1816: Königreich Bayern, Landgerichtsbezirk Hilders
- 1817–1837: Königreich Bayern, Untermainkreis, Landgerichtsbezirk Hilders[Anm. 4]
- 1838–1861: Königreich Bayern, Regierung Unterfranken und Aschaffenburg, Landgerichtsbezirk Hilders
- 1862–1866: Königreich Bayern, Regierungsbezirk Unterfranken, Bezirksamt Gersfeld[Anm. 5]
- ab 1867: Norddeutscher Bund, Königreich Preußen,[Anm. 6] Provinz Hessen-Nassau, Regierungsbezirk Kassel, Kreis Gersfeld
- ab 1871: Deutsches Reich,  Königreich Preußen, Provinz Hessen-Nassau, Regierungsbezirk Kassel, Kreis Gersfeld
- ab 1918: Deutsches Reich, Freistaat Preußen, Provinz Hessen-Nassau, Regierungsbezirk Kassel, Kreis Gersfeld
- ab 1932: Deutsches Reich, Freistaat Preußen, Provinz Hessen-Nassau, Regierungsbezirk Kassel, Landkreis Fulda
- ab 1944: Deutsches Reich, Freistaat Preußen, Provinz Kurhessen, Landkreis Fulda
- ab 1945: Deutsches Reich, Amerikanische Besatzungszone, Groß-Hessen, Regierungsbezirk Kassel, Landkreis Fulda
- ab 1946: Deutsches Reich, Amerikanische Besatzungszone, Hessen, Regierungsbezirk Kassel, Landkreis Fulda
- ab 1949: Bundesrepublik Deutschland, Hessen, Regierungsbezirk Kassel, Landkreis Fulda
- ab 1972: Bundesrepublik Deutschland, Hessen, Regierungsbezirk Kassel, Landkreis Fulda, Stadt Tann (Rhön)

## Bevölkerung

### Einwohnerstruktur 2011
Nach den Erhebungen des Zensus 2011 lebten am Stichtag dem 9. Mai 2011 in Lahrbach 459 Einwohner. Darunter waren 3 (0,6 %) Ausländer.
Nach dem Lebensalter waren 78 Einwohner unter 18 Jahren, 180 waren zwischen 18 und 49, 93 zwischen 50 und 64 und 111 Einwohner waren älter.
Die Einwohner lebten in 183 Haushalten. Davon waren 33 Singlehaushalte, 57 Paare ohne Kinder und 75 Paare mit Kindern, sowie 12 Alleinerziehende und 6 Wohngemeinschaften. In 42 Haushalten lebten ausschließlich Senioren und in 108 Haushaltungen leben keine Senioren.

### Einwohnerentwicklung
- 1803: 94 Häuser mit 484 Seelen[4]

| Lahrbach: Einwohnerzahlen von 1803 bis 2021 | Lahrbach: Einwohnerzahlen von 1803 bis 2021 | Lahrbach: Einwohnerzahlen von 1803 bis 2021 | Lahrbach: Einwohnerzahlen von 1803 bis 2021 | Lahrbach: Einwohnerzahlen von 1803 bis 2021 |
| --- | ------------------------------------------- | ------------------------------------------- | ------------------------------------------- | ------------------------------------------- |
| Jahr |                                             |                                             |                                             | Einwohner                                   |
| 1803 | 1803                                        |                                             | 484                                         | 484                                         |
| 1834 | 1834                                        |                                             | 564                                         | 564                                         |
| 1840 | 1840                                        |                                             | 586                                         | 586                                         |
| 1846 | 1846                                        |                                             | 598                                         | 598                                         |
| 1852 | 1852                                        |                                             | 611                                         | 611                                         |
| 1858 | 1858                                        |                                             | 565                                         | 565                                         |
| 1864 | 1864                                        |                                             | 517                                         | 517                                         |
| 1871 | 1871                                        |                                             | 481                                         | 481                                         |
| 1875 | 1875                                        |                                             | 470                                         | 470                                         |
| 1885 | 1885                                        |                                             | 425                                         | 425                                         |
| 1895 | 1895                                        |                                             | 450                                         | 450                                         |
| 1905 | 1905                                        |                                             | 432                                         | 432                                         |
| 1910 | 1910                                        |                                             | 417                                         | 417                                         |
| 1925 | 1925                                        |                                             | 449                                         | 449                                         |
| 1939 | 1939                                        |                                             | 506                                         | 506                                         |
| 1946 | 1946                                        |                                             | 643                                         | 643                                         |
| 1950 | 1950                                        |                                             | 568                                         | 568                                         |
| 1956 | 1956                                        |                                             | 528                                         | 528                                         |
| 1961 | 1961                                        |                                             | 537                                         | 537                                         |
| 1967 | 1967                                        |                                             | 513                                         | 513                                         |
| 1970 | 1970                                        |                                             | 543                                         | 543                                         |
| 1980 | 1980                                        |                                             | ?                                           | ?                                           |
| 1990 | 1990                                        |                                             | ?                                           | ?                                           |
| 2000 | 2000                                        |                                             | ?                                           | ?                                           |
| 2011 | 2011                                        |                                             | 459                                         | 459                                         |
| 2021 | 2021                                        |                                             | 465                                         | 465                                         |
| Datenquelle: Historisches Gemeindeverzeichnis für Hessen: Die Bevölkerung der Gemeinden 1834 bis 1967. Wiesbaden: Hessisches Statistisches Landesamt, 1968. Weitere Quellen: LAGIS; Stadt Tann (Rhön); Zensus 2011 |                                             |                                             |                                             |                                             |

### Historische Religionszugehörigkeit
| • 1885: | 20 evangelische (= 4,71 %), 405 katholische (= 95,29 %) Einwohner |
| • 1961: | 41 evangelische (= 7,64 %), 494 katholische (= 91,99 %) Einwohner |

## Religion

### Kirche
Im Ort stehen die alte katholische Kirche St. Johannes aus den Jahren 1607 und 1616 sowie die neue Kirche St. Elisabeth. Daneben gibt es eine Mariengrotte. Die katholische Pfarrgemeinde St. Johannes der Täufer Lahrbach gehört organisatorisch zum Pastoralverbund „St. Michael Hohe Rhön“ des Bistums Fulda.
Administrator der Pfarrei St. Johannes der Täufer Lahrbach ist derzeit (2025) Pfarrer Carsten Noll. Er wird unterstützt durch Pfarrer im Ruhestand Geistlicher Rat Klaus-Peter Jung.

### Kirchengeschichte
Im Jahr 1793 wurde Lahrbach eine selbstständige Pfarrei, die bis 1803 zum würzburgischen Kapitel Mellrichstadt gehörte. Das zwischen 1607 und 1616 erbaute Kirchengebäude wurde, wie die historische Kirchner-Orgel, die 1828 von Johannes Kirchner aus Euerdorf erbaut wurde, komplett restauriert.

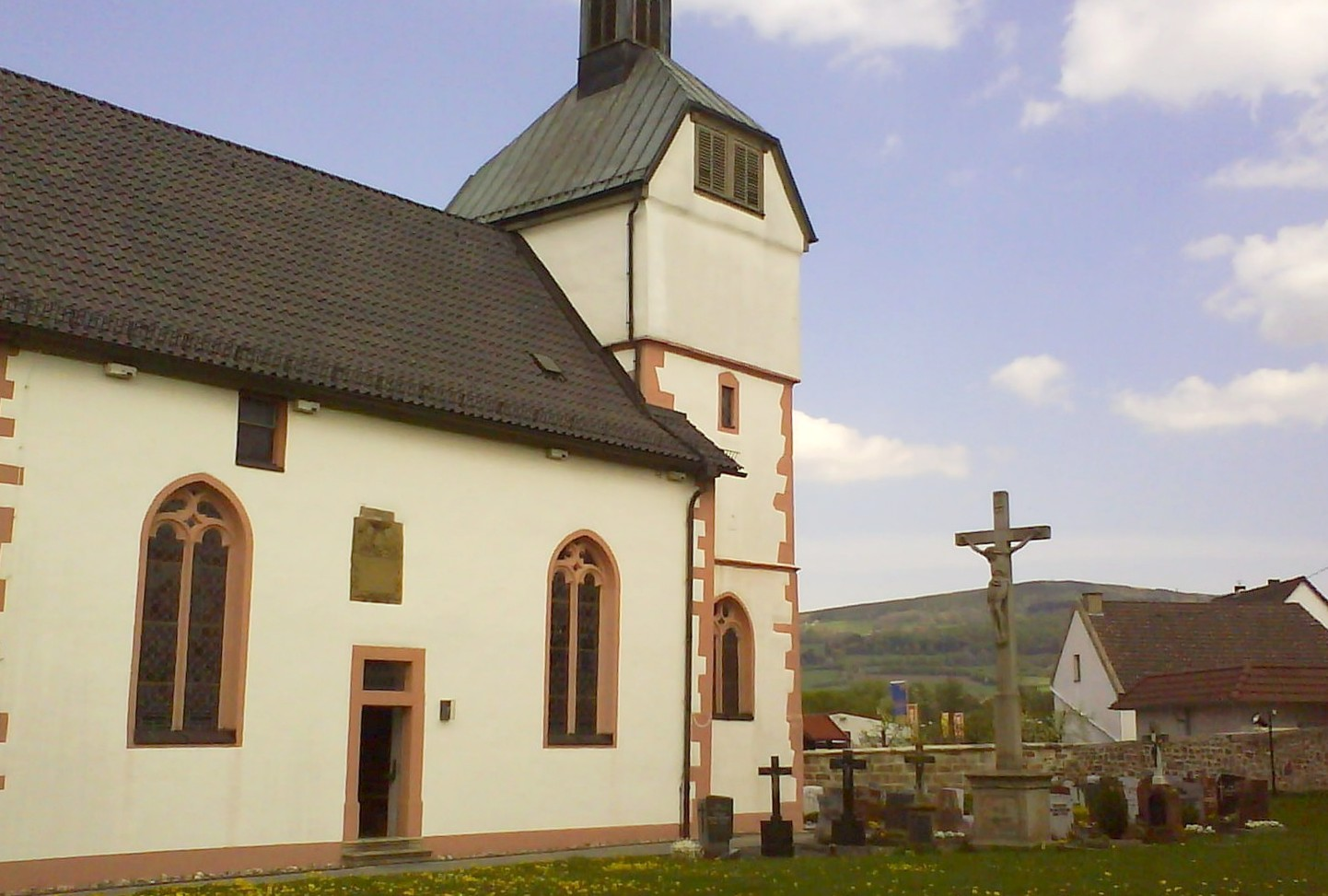
Die Wehrkirche „St. Johannes der Täufer“ wurde 1616 fertiggestellt
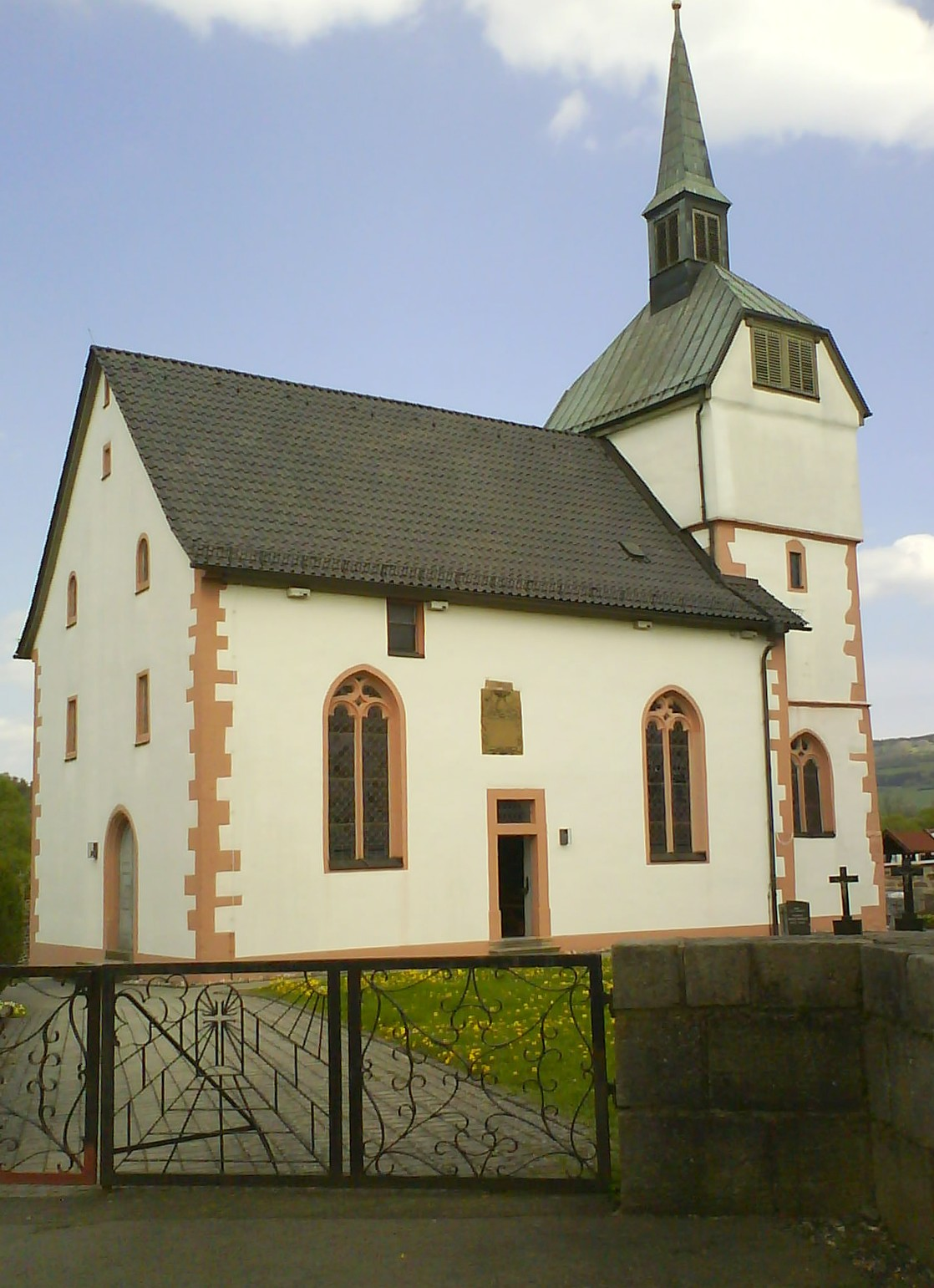
„St. Johannes der Täufer“
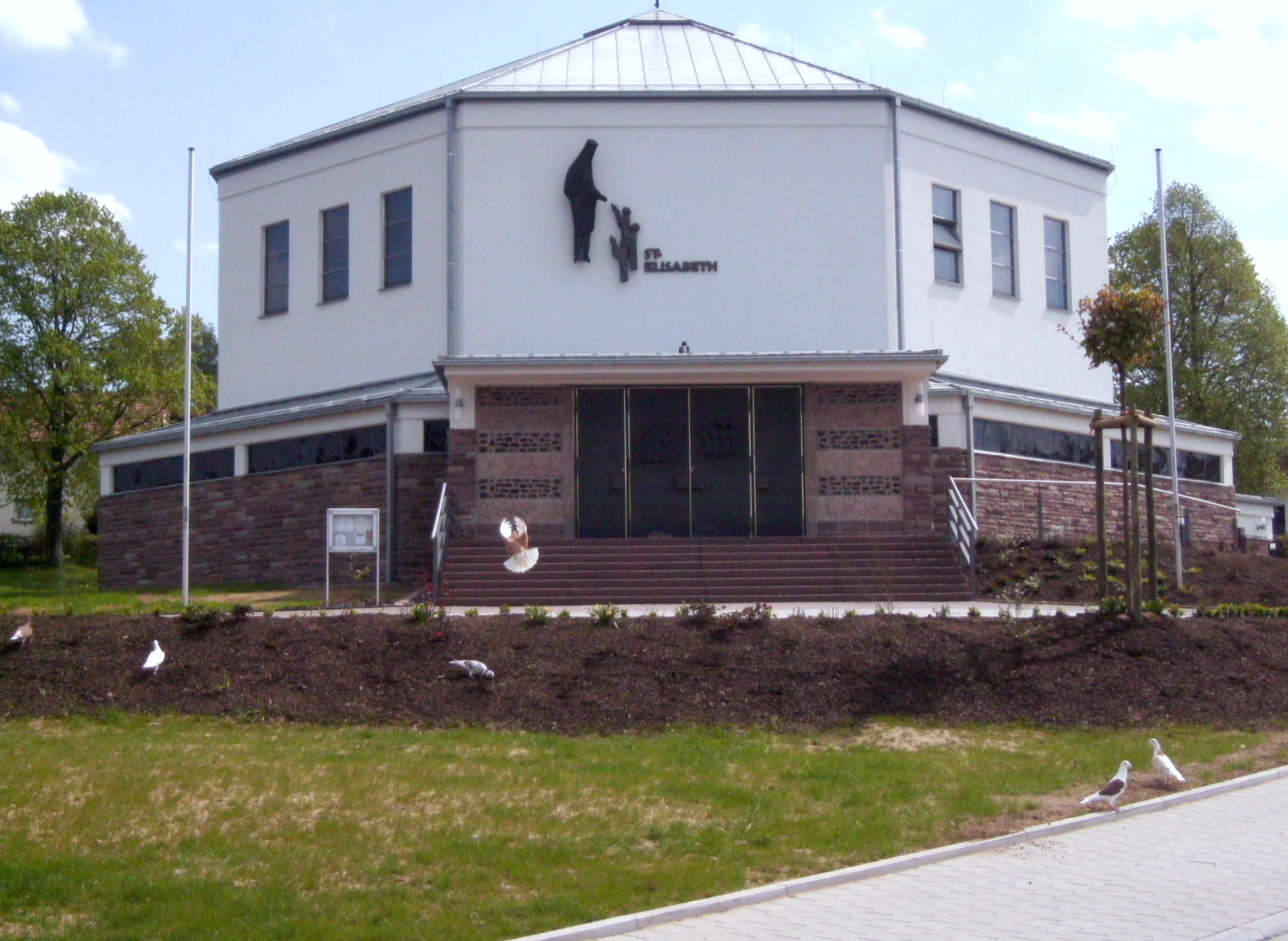
St. Elisabeth
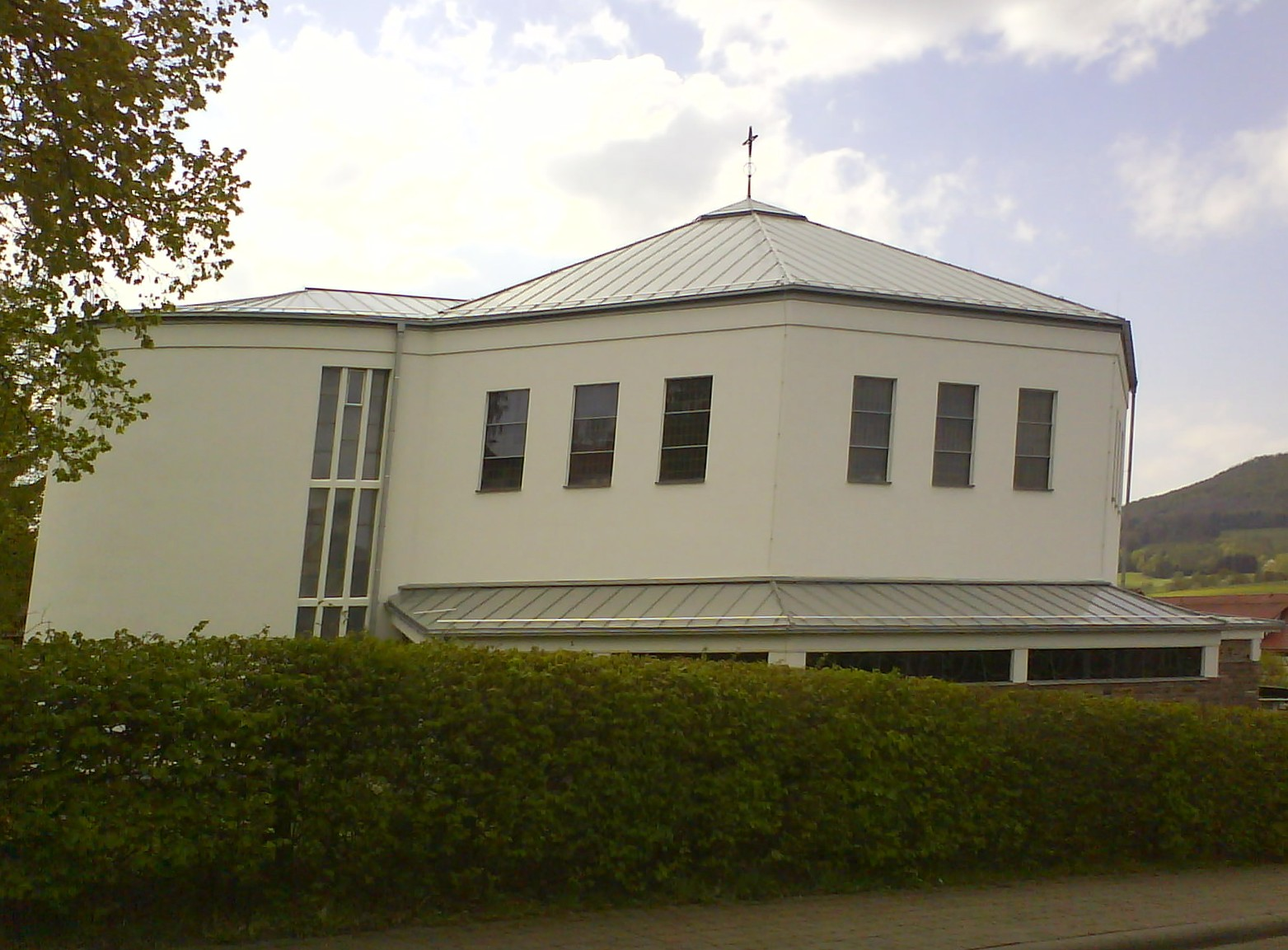
St. Elisabeth

## Politik
Für Lahrbach besteht ein Ortsbezirk (Gebiete der ehemaligen Gemeinde Lahrbach) mit Ortsbeirat und Ortsvorsteher nach der Hessischen Gemeindeordnung. Der Ortsbeirat besteht aus fünf Mitgliedern. Bei den Kommunalwahlen in Hessen 2021 betrug die Wahlbeteiligung zum Ortsbeirat 66,67 %. Alle Kandidaten gehörten der Wählerlist Lahrbach an. Der Ortsbeirat wählte Raymund Huf zum Ortsvorsteher.

## Kultur und Sehenswürdigkeiten
Der Musikverein Lahrbach begleitet unter anderem die Palmsonntagsprozessionen, Christi Himmelfahrt Prozessionen, spielt auf dem Dorffest in Lahrbach oder auch beim Maimarkt in Tann.
Daneben gibt es den
- Sportverein Lahrbach
- Rhönklub-Zweigverein

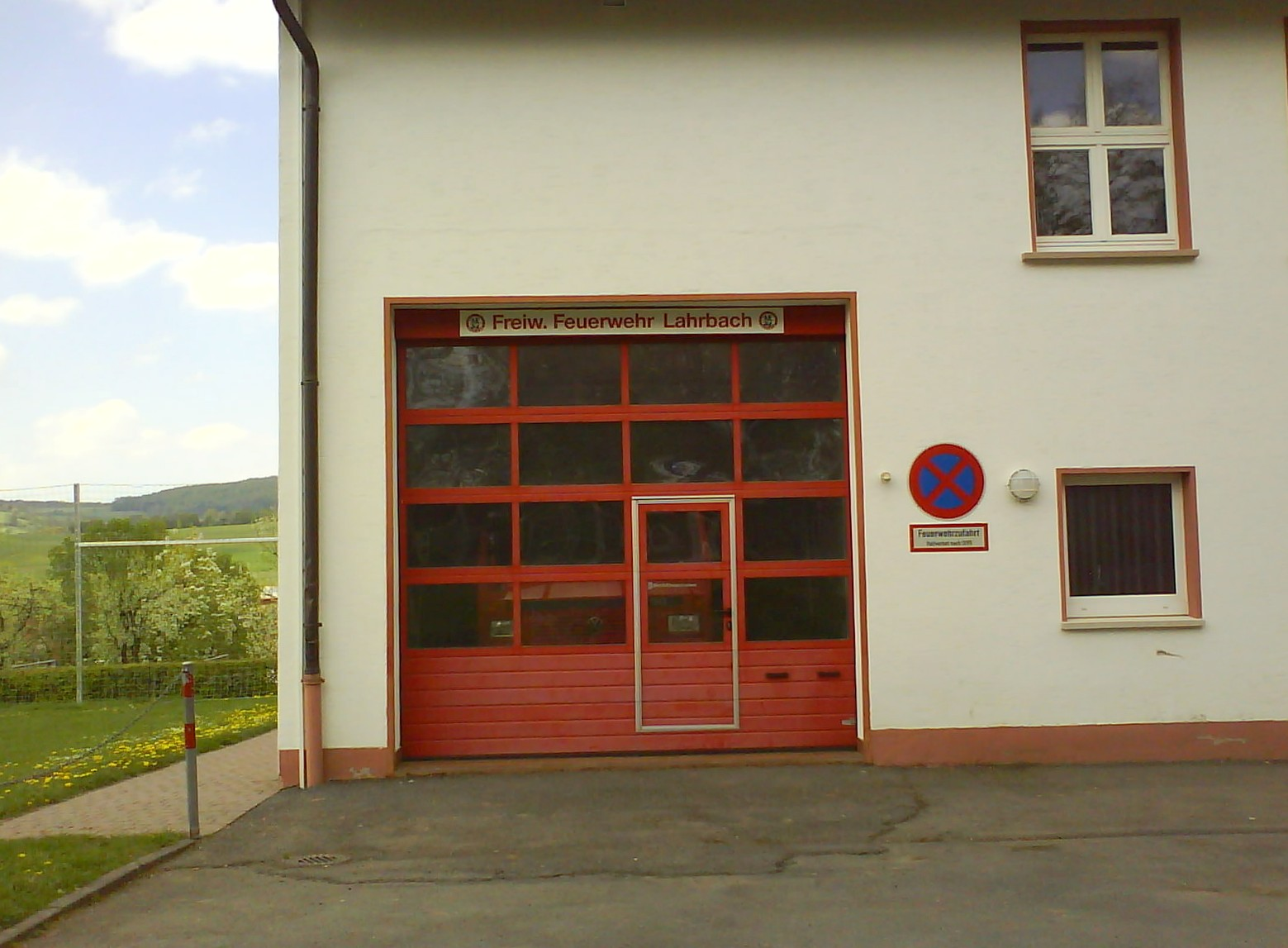
Feuerwehrhaus der Feuerwehr

- Gesangverein Frohsinn Lahrbach sowie die
- Freiwillige Feuerwehr Lahrbach[15]

Sehenswert sind der Dorfbrunnen im „Üngerland“, der Dorfplatz im „Öberland“ und die Mariengrotte.
Zum Wandern lädt der Rhönrundweg Tann – Wendershausen – Lahrbach ein.
Am Dorfgemeinschaftshaus ist ein Spielplatz mit zwei Rutschen, Sandkasten, Wippe, Kletternetz, Spielkombination mit Wackelsteg, zwei Türmen und einem Reck und Schaukel angelegt.

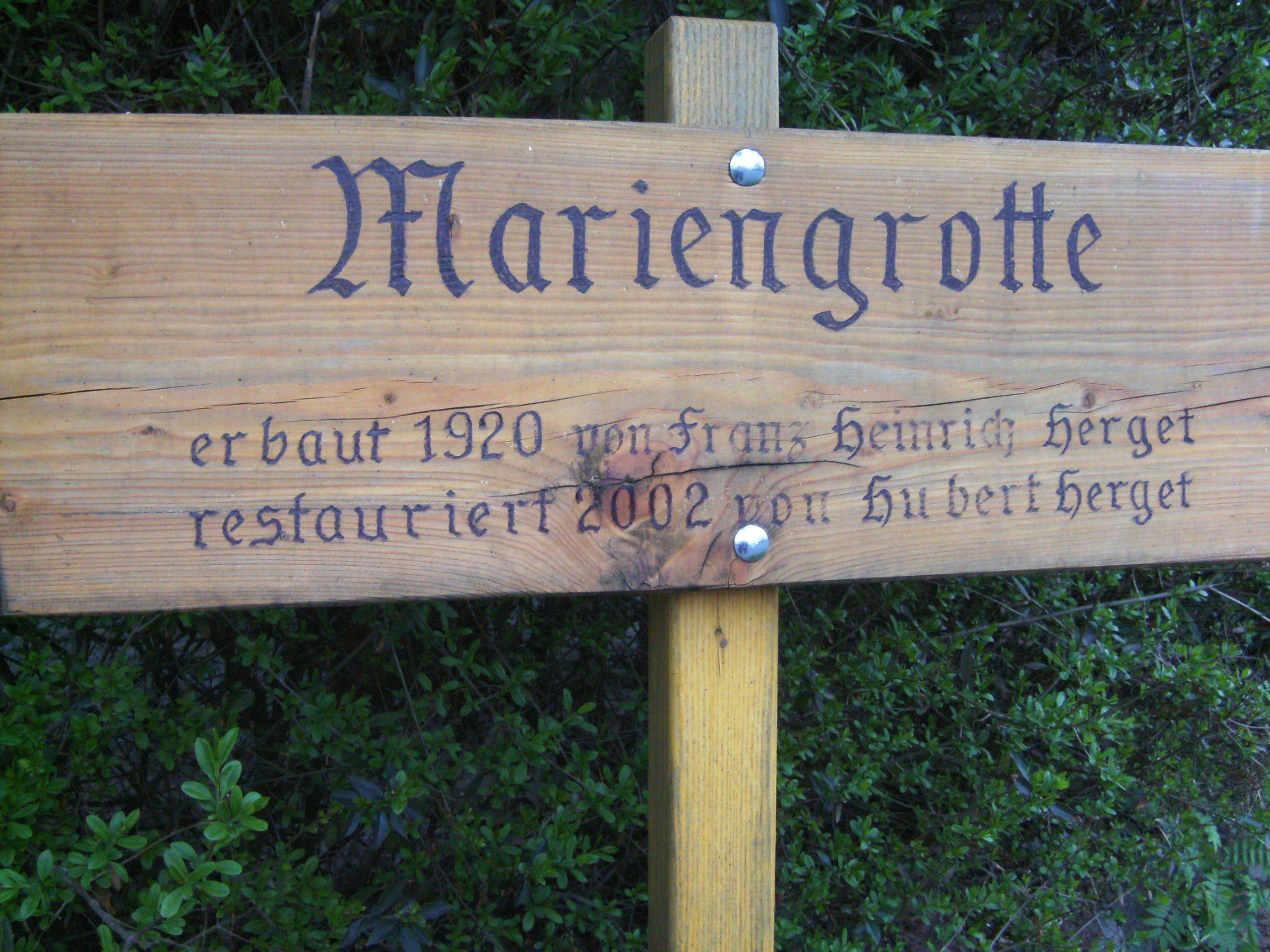
Hinweistafel zur Mariengrotte
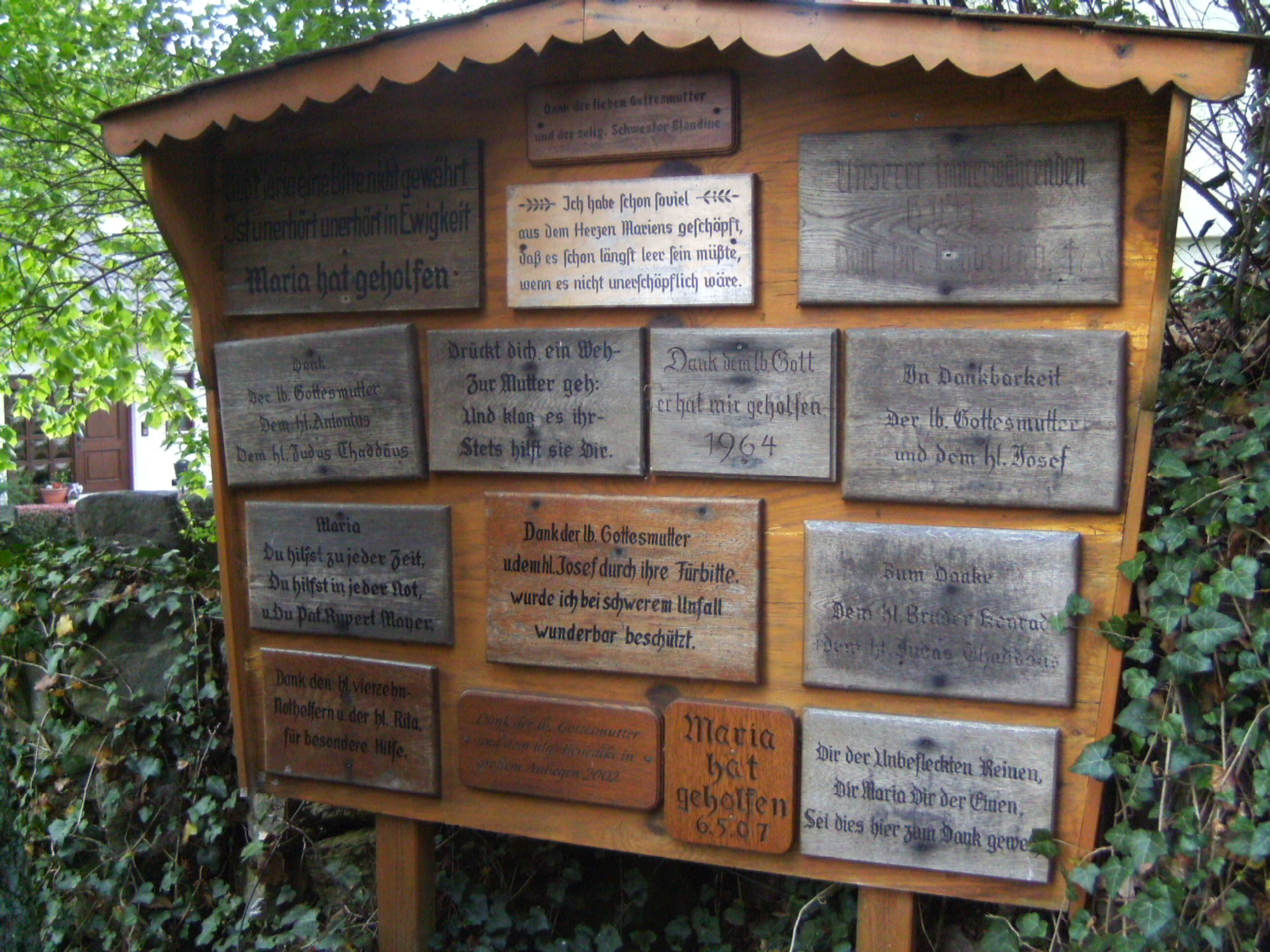
Votivtafeln an der Grotte
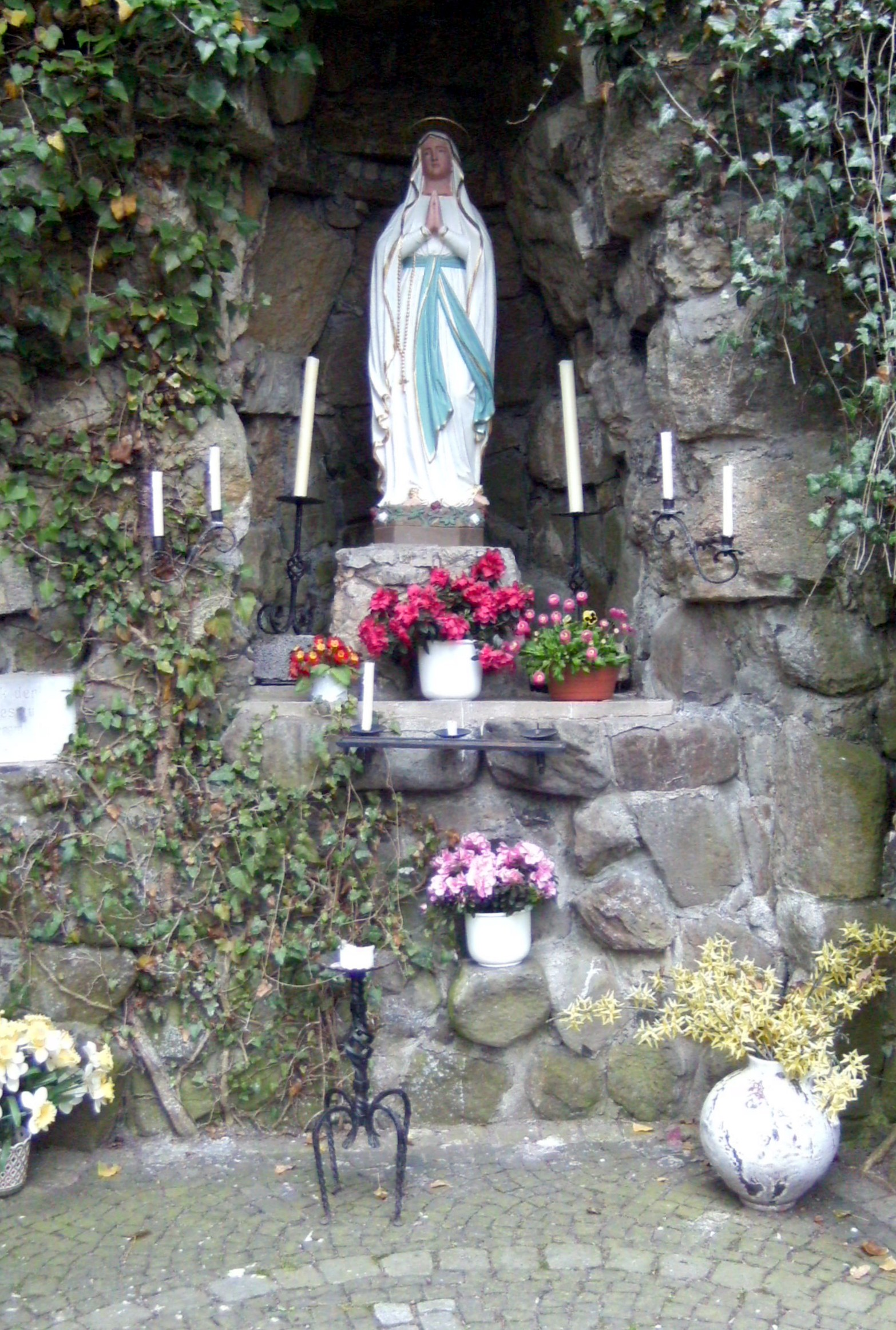
Die Mariengrotte
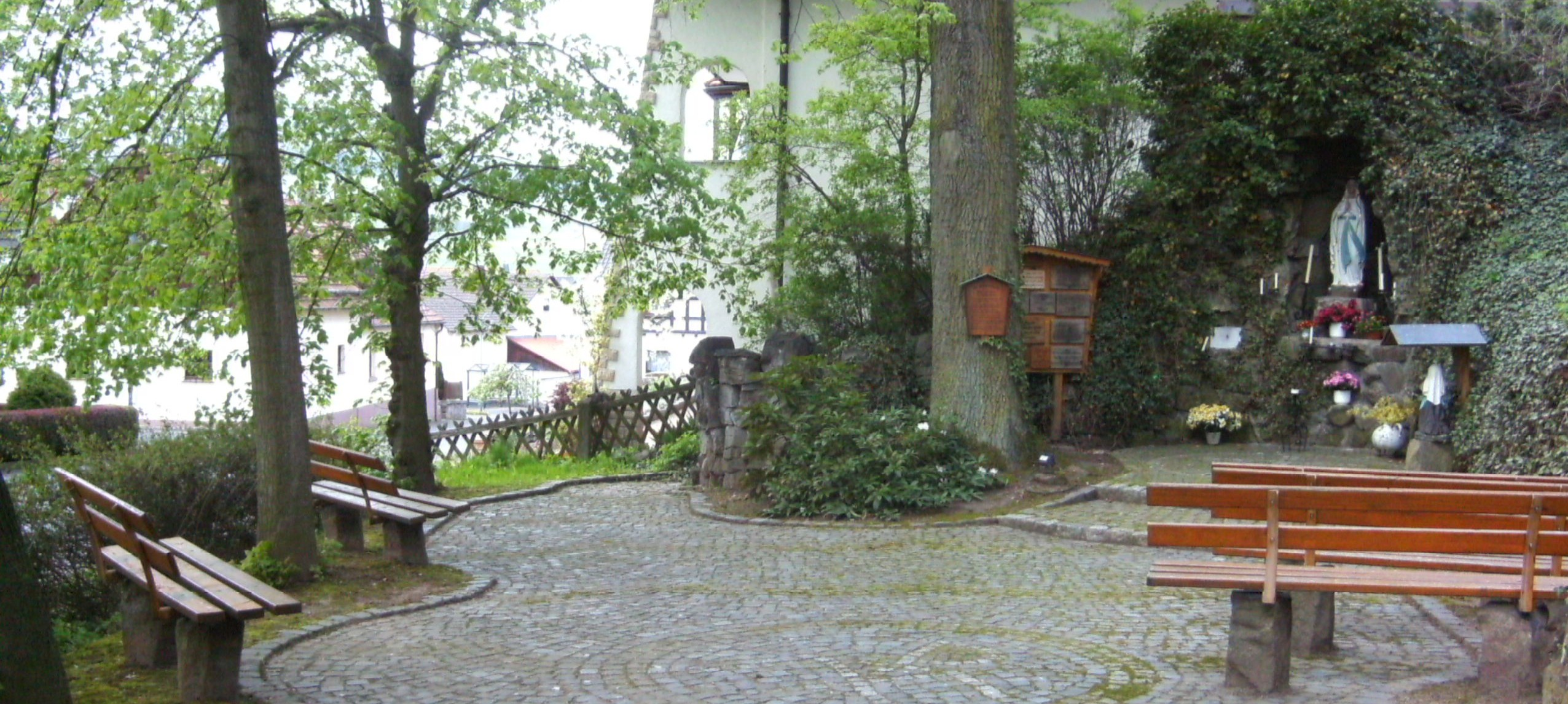
Gesamtansicht der Anlage

## Infrastruktur
Lahrbach ist über die Bundesstraße 278 erreichbar. Aus Fulda verkehrt ein Bus. Durch den Ort führt der Ulstertalradweg. Er verbindet das Werratal mit der hessischen Rhön.

## Persönlichkeiten
- Sebastian Kehl (* 13. Februar 1980), aus Lahrbach, deutscher Fußballspieler